# 100 meter för herrar i friidrott vid olympiska sommarspelen 1996
100 meter för herrar vid olympiska sommarspelen 1996 i Atlanta avgjordes 26-27 juli. 

## Medaljörer
| Gren      | Guld                    | Guld      | Silver                       | Silver | Brons                            | Brons |
| 100 meter | Donovan Bailey · Kanada | 9,84 (VR) | Frankie Fredericks · Namibia | 9,89   | Ato Boldon · Trinidad och Tobago | 9,90  |

## Resultat
- Q innebär avancemang utifrån placering i heatet.
- q innebär avancemang utifrån total placering.
- DNS innebär att personen inte startade.
- DNF innebär att personen inte fullföljde.
- DQ innebär diskvalificering.
- NR innebär nationellt rekord.
- OR innebär olympiskt rekord.
- WR innebär världsrekord.
- WJR innebär världsrekord för juniorer
- AR innebär världsdelsrekord (area record)
- PB innebär personligt rekord.
- SB innebär säsongsbästa.

### Final
- Hölls den 27 juli 1996

| Placering | Final                  | Tid     |
| --------- | ---------------------- | ------- |
|           | Donovan Bailey (CAN)   | 9,84 WR |
|           | Frank Fredericks (NAM) | 9,89    |
|           | Ato Boldon (TRI)       | 9,90    |
| 4.        | Dennis Mitchell (USA)  | 9,99    |
| 5.        | Michael Marsh (USA)    | 10,00   |
| 6.        | Davidson Ezinwa (NGR)  | 10,14   |
| 7.        | Michael Green (JAM)    | 10,16   |
| —         | Linford Christie (GBR) | DQ      |

### Semifinaler
| Placering | Heat 1                     | Tid   |
| --------- | -------------------------- | ----- |
| 1.        | Frank Fredericks (NAM)     | 9,94  |
| 2.        | Donovan Bailey (CAN)       | 10.00 |
| 3.        | Michael Marsh (USA)        | 10.08 |
| 4.        | Michael Green (JAM)        | 10.11 |
| 5.        | Nobuharu Asahara (JPN)     | 10.16 |
| 6.        | Obadele Thompson (BAR)     | 10.16 |
| 7.        | Emmanuel Tuffour (GHA)     | 10.22 |
| 8.        | Anninos Markoullides (CYP) | 10.36 |

| Placering | Heat 2                 | Tid   |
| --------- | ---------------------- | ----- |
| 1.        | Ato Boldon (TRI)       | 9,93  |
| 2.        | Dennis Mitchell (USA)  | 10.00 |
| 3.        | Linford Christie (GBR) | 10.04 |
| 4.        | Davidson Ezinwa (NGR)  | 10.04 |
| 5.        | Bruny Surin (CAN)      | 10.13 |
| 6.        | Jon Drummond (USA)     | 10.16 |
| 7.        | Eric Nkansah (GHA)     | 10.26 |
| —         | Ian Mackie (GBR)       | DNS   |

### Omgång 2
| Placering | Heat 1                 | Tid   |
| --------- | ---------------------- | ----- |
| 1.        | Ato Boldon (TRI)       | 9,95  |
| 2.        | Nobuharu Asahara (JPN) | 10.19 |
| 3.        | Eric Nkansah (GHA)     | 10.24 |
| 4.        | Deji Aliu (NGR)        | 10.26 |
| 5.        | Glenroy Gilbert (CAN)  | 10.28 |
| 6.        | Marc Blume (GER)       | 10.33 |
| 7.        | Andrej Fjodorev (RUS)  | 10.34 |
| 8.        | Augustine Nketia (NZL) | 10.35 |

| Placering | Heat 2                 | Tid   |
| --------- | ---------------------- | ----- |
| 1.        | Linford Christie (GBR) | 10,03 |
| 2.        | Donovan Bailey (CAN)   | 10.05 |
| 3.        | Jon Drummond (USA)     | 10.17 |
| 4.        | Emmanuel Tuffour (GHA) | 10.18 |
| 5.        | Erik Wymeersch (BEL)   | 10.37 |
| 6.        | Olapade Adeniken (NGR) | 10.38 |
| 7.        | Needy Guims (FRA)      | 10.43 |
| 8.        | Ezio Madonia (ITA)     | 10.43 |

| Placering | Heat 3                   | Tid   |
| --------- | ------------------------ | ----- |
| 1.        | Frank Fredericks (NAM)   | 9,93  |
| 2.        | Davidson Ezinwa (NGR)    | 10.08 |
| 3.        | Obadele Thompson (BAR)   | 10.14 |
| 4.        | Raymond Stewart (JAM)    | 10.18 |
| 5.        | Peter Karlsson (SWE)     | 10.24 |
| 6.        | Darren Braithwaite (GBR) | 10.27 |
| 7.        | Wenzhong Chen (CHN)      | 10.29 |
| 8.        | Ousmane Diarra (MLI)     | 10.38 |

| Placering | Heat 4                     | Tid   |
| --------- | -------------------------- | ----- |
| 1.        | Dennis Mitchell (USA)      | 10,09 |
| 2.        | Michael Green (JAM)        | 10.11 |
| 3.        | Anninos Markoullides (CYP) | 10.23 |
| 4.        | Patrick Stevens (BEL)      | 10.31 |
| 5.        | Kim Collins (SKN)          | 10.34 |
| 6.        | Pascal Theophile (FRA)     | 10.38 |
| 7.        | Serhiy Osovych (UKR)       | 10.38 |
| 8.        | Kirk Cummins (BAR)         | 10.45 |

| Placering | Heat 5                        | Tid   |
| --------- | ----------------------------- | ----- |
| 1.        | Michael Marsh (USA)           | 10,09 |
| 2.        | Bruny Surin (CAN)             | 10.11 |
| 3.        | Ian Mackie (GBR)              | 10.23 |
| 4.        | André Domingos da Silva (BRA) | 10.31 |
| 5.        | Alexandros Yenovelis (GRE)    | 10.34 |
| 6.        | Venancio Jose (ESP)           | 10.38 |
| 7.        | Konstantin Rurak (UKR)        | 10.38 |
| 8.        | Yiannis Zisimides (CYP)       | 10.45 |

### Omgång 1 - heat
| Placering | Heat 1                     | Tid   |
| --------- | -------------------------- | ----- |
| 1.        | Emmanuel Tuffour (GHA)     | 10,15 |
| 2.        | Bruny Surin (CAN)          | 10.18 |
| 3.        | Andrej Fjodorev (RUS)      | 10.39 |
| 4.        | Renward Wells (BAH)        | 10.48 |
| 5.        | Chithaka De Soyza (SRI)    | 10.55 |
| 6.        | Luís Cunha (POR)           | 10.65 |
| 7.        | Patrick Mocci Roumbe (GAB) | 10.87 |
| 8.        | Nordine Ould Menira (MTN)  | 10.95 |
| 9.        | Bonifacio Edu (GEQ)        | 11.87 |

| Placering | Heat 2                  | Tid   |
| --------- | ----------------------- | ----- |
| 1.        | Davidson Ezinwa (NGR)   | 10,03 |
| 2.        | Jon Drummond (USA)      | 10.08 |
| 3.        | Erik Wymeersch (BEL)    | 10.24 |
| 4.        | Leon Gordon (JAM)       | 10.48 |
| 5.        | Stefan Burkart (SUI)    | 10.49 |
| 6.        | Barnabe Jolicoeur (MRI) | 10.57 |
| 7.        | Bimal Tarafdar (BAN)    | 10.98 |
| 8.        | Abdul Ghafoor (AFG)     | 12.20 |
| —         | Andrew Tynes (BAH)      | DNS   |

| Placering | Heat 3                     | Tid   |
| --------- | -------------------------- | ----- |
| 1.        | Ato Boldon (TRI)           | 10,06 |
| 2.        | Anninos Markoullides (CYP) | 10.26 |
| 3.        | Kim Collins (SKN)          | 10.27 |
| 4.        | Augustine Nketia (NZL)     | 10.34 |
| 5.        | Raymond Stewart (JAM)      | 10.38 |
| 6.        | Stefano Tilli (ITA)        | 10.38 |
| 7.        | Jamal Al-Saffar (KSA)      | 10.44 |
| 8.        | Amarildo Almeida (GBS)     | 10.85 |
| 9.        | Mohamed Bacar (COM)        | 11.02 |

| Placering | Heat 4                    | Tid   |
| --------- | ------------------------- | ----- |
| 1.        | Michael Green (JAM)       | 10,16 |
| 2.        | Patrick Stevens (BEL)     | 10.21 |
| 3.        | Sergij Osovitj (UKR)      | 10.29 |
| 4.        | Ezio Madonia (ITA)        | 10.33 |
| 5.        | Edson Ribeiro (BRA)       | 10.39 |
| 6.        | Chris Donaldson (NZL)     | 10.39 |
| 7.        | Patrik Strenius (SWE)     | 10.48 |
| 8.        | Toluta Koula (TGA)        | 10.71 |
| 9.        | Vladislav Tjernobaj (KGZ) | 10.88 |

| Placering | Heat 5                 | Tid   |
| --------- | ---------------------- | ----- |
| 1.        | Deji Aliu (NGR)        | 10,34 |
| 2.        | Ousmane Diarra (MLI)   | 10.34 |
| 3.        | Wenzhong Chen (CHN)    | 10.37 |
| 4.        | Manuel Borrega (ESP)   | 10.52 |
| 5.        | Hiroyasu Tsuchie (JPN) | 10.58 |
| 6.        | Ruben Benitez (ESA)    | 10.74 |
| 7.        | Vitalij Medvedev (KAZ) | 10.90 |
| 8.        | Mitchell Peters (ISV)  | 11.12 |
| 9.        | Bouriema Kimba (NIG)   | 11.24 |

| Placering | Heat 6                   | Tid   |
| --------- | ------------------------ | ----- |
| 1.        | Dennis Mitchell (USA)    | 10,24 |
| 2.        | Ian Mackie (GBR)         | 10.27 |
| 3.        | Marc Blume (GER)         | 10.33 |
| 4.        | Alexandros Terzian (GRE) | 10.48 |
| 5.        | Franck Amegnigan (TOG)   | 10.51 |
| 6.        | Rod Mapstone (AUS)       | 10.56 |
| 7.        | Sayon Cooper (LBR)       | 10.58 |
| 8.        | Pa Modou Gai (GAM)       | 10.72 |
| 9.        | Jorge Castellon (BOL)    | 10.74 |

| Placering | Heat 7                      | Tid   |
| --------- | --------------------------- | ----- |
| 1.        | Obadele Thompson (BAR)      | 10,33 |
| 2.        | Konstantin Rurak (UKR)      | 10.37 |
| 3.        | Pascal Theophile (FRA)      | 10.41 |
| 4.        | Carlos Gats (ARG)           | 10.57 |
| 5.        | Joel Mascoll (VIN)          | 10.64 |
| 6.        | Anvar Kutjmuradov (UZB)     | 10.71 |
| 7.        | Arif Achundov (AZE)         | 11.11 |
| 8.        | Khaled Othman (LBA)         | 11.65 |
| 9.        | Jean-Olivier Zirignon (CIV) | 22.69 |

| Placering | Heat 8                   | Tid   |
| --------- | ------------------------ | ----- |
| 1.        | Michael Marsh (USA)      | 10,14 |
| 2.        | Darren Braithwaite (GBR) | 10.29 |
| 3.        | Kirk Cummins (BAR)       | 10.47 |
| 4.        | Torbjörn Eriksson (SWE)  | 10.49 |
| 5.        | Paul Henderson (AUS)     | 10.52 |
| 6.        | Alberto Mendez (DOM)     | 10.60 |
| 7.        | Arnaldo da Silva (BRA)   | 10.62 |
| 8.        | Mario Bonello (MLT)      | 10.89 |
| 9.        | Odair Da Costa (STP)     | 11.05 |

| Placering | Heat 9                        | Tid   |
| --------- | ----------------------------- | ----- |
| 1.        | André Domingos da Silva (BRA) | 10,25 |
| 2.        | Linford Christie (GBR)        | 10.26 |
| 3.        | Yiannis Zisimides (CYP)       | 10.32 |
| 4.        | Venancio Jose (ESP)           | 10.34 |
| 5.        | Hamed Douhou (CIV)            | 10.53 |
| 6.        | Robert Dennis (LBR)           | 10.65 |
| 7.        | Donald Onchiri (KEN)          | 10.66 |
| 8.        | Sun-Kuk Jin (KOR)             | 10.73 |
| 9.        | Peter Pulu (PNG)              | 10.76 |

| Placering | Heat 10                | Tid   |
| --------- | ---------------------- | ----- |
| 1.        | Eric Nkansah (GHA)     | 10,26 |
| 2.        | Needy Guims (FRA)      | 10.39 |
| 3.        | Olapade Adeniken (NGR) | 10.41 |
| 4.        | Jone Delai (FIJ)       | 10.42 |
| 5.        | Vitalij Savin (KAZ)    | 10.52 |
| 6.        | Watson Nyambek (MAS)   | 10.55 |
| 7.        | Neil Ryan (IRL)        | 10.78 |
| 8.        | Javier Verne (PER)     | 10.91 |
| 9.        | Van Lam Hai (VIE)      | 11.14 |

| Placering | Heat 11                   | Tid   |
| --------- | ------------------------- | ----- |
| 1.        | Donovan Bailey (CAN)      | 10,24 |
| 2.        | Nobuharu Asahara (JPN)    | 10.28 |
| 3.        | Peter Karlsson (SWE)      | 10.35 |
| 4.        | Sanusi Turay (SLE)        | 10.39 |
| 5.        | Sergejs Insakovs (LAT)    | 10.42 |
| 6.        | Haralambos Papadias (GRE) | 10.46 |
| 7.        | Hsin-Ping Huang (TPE)     | 10.70 |
| 8.        | Eric Agueh (BEN)          | 10.98 |
| —         | Alfayaya Embalo (CPV)     | DNS   |

| Placering | Heat 12                    | Tid   |
| --------- | -------------------------- | ----- |
| 1.        | Frank Fredericks (NAM)     | 10,32 |
| 2.        | Glenroy Gilbert (CAN)      | 10.34 |
| 3.        | Alexandros Yenovelis (GRE) | 10.39 |
| 4.        | Frutos Feo (ESP)           | 10.56 |
| 5.        | Benjamin Sirimou (CMR)     | 10.58 |
| 6.        | Hamed Sadeq (KUW)          | 10.81 |
| 7.        | Devon Bean (BER)           | 10.89 |
| 8.        | Robert Loua (GUI)          | 11.21 |
| 9.        | Mark Sherwin (COK)         | 11.41 |